# Perigomphus pallidistylus
Perigomphus pallidistylus är en trollsländeart som först beskrevs av Belle 1972.  Perigomphus pallidistylus ingår i släktet Perigomphus och familjen flodtrollsländor. IUCN kategoriserar arten globalt som sårbar. Inga underarter finns listade i Catalogue of Life.